# غلتک خمیر

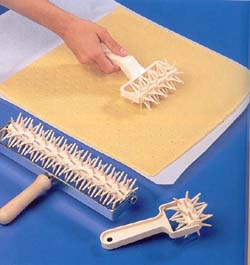
غلتک خمیر

غلتک خمیر (به انگلیسی: Roller docker) یکی از لوازم آشپزخانه و آماده‌سازی موادغذایی است که برای سوراخ انداختن بر روی خمیر از آن استفاده می‌شود. شکل ظاهری آن شبیه وردنه است که دارای یک پنجهٔ دوار است. از برای سوراخ کردن خمیرهای نان، تردک، پیتزا یا پای جهت جلوگیری از باد کردن بیش از اندازه و بی‌رویهٔ خمیر استفاده می‌شود. یک ابزار تخصصی است که معمولاً در نانواییهای حرفه‌ای بیشتر از خانه استفاده می‌شود.
غلتک خمیر از مواد گوناگون، از جمله نایلون، پلاستیک و فولاد ساخته می‌شود.